# Bureau national des statistiques de Chine
Le Bureau national des statistiques (chinois : 中华人民共和国国家统计局) est une agence publique rattachée au Conseil des affaires de l'État de la république populaire de Chine chargée de la collecte et de la publication des statistiques relatives à l'économie, à la population et à la société de la Chine aux niveaux national et local.

## Liste des directeurs du BNS
- Xue Muqiao (août 1952 - novembre 1958)
- Jia Qiyun (novembre 1958 - juin 1961)
- Wang Sihua (juin 1961 - décembre 1969)
- Chen Xian (septembre 1974 - octobre 1981)
- Li Chengrui (octobre 1981 - mai 1984)
- Zhang Sai (mai 1984 - février 1997)
- Liu Hong (février 1997 - juin 2000)
- Zhu Zhixin (juin 2000 - mars 2003)
- Li Deshui (mars 2003 - mars 2006)
- Qiu Xiaohua (mars 2006 - octobre 2006)
- Xie Fuzhan (octobre 2006 - septembre 2008)
- Ma Jiantang (septembre 2008 - avril 2015)
- Wang Bao'an (avril 2015 - janvier 2016)
- Ning Jizhe (février 2016 - mars 2022)
- Kang Yi (mars 2022 - aujourd'hui)